# Raytheon Intelligence & Space
För andra betydelser, se Raytheon (olika betydelser).
Raytheon Intelligence & Space var ett amerikanskt företag inom branscherna för försvar, informationsteknik, rymdfart och tillverkning. De utvecklade bland annat olika sensorer för satelliter och bekämpning av robotvapen och ballistiska robotar; högenergilasrar; olika radar för stridsflygplan; utvecklar och tillverkade olika produkter inom elektronisk krigföring samt olika stödtjänster inom IT.
Företaget utvecklade och underhöll också IT-säkerhet för webbplatser som använder sig av toppdomänen .gov.
De var dotterbolag till det amerikanska vapentillverkaren Raytheon Technologies.
Huvudkontoret låg i Arlington County i Virginia.

## Historik
Företaget hade sitt ursprung från att vara två enskilda avdelningar inom sitt moderbolags ena föregångare Raytheon Company med namnen Raytheon Intelligence, Information, and Services och Raytheon Space and Airborne Systems. Den 3 april 2020 meddelade Raytheon Company att man skulle bli fusionerad med konglomeratet United Technologies Corporation i syfte att bilda Raytheon Technologies Corporation. Under förhandlingarna bestämde man sig att slå ihop de två nämnda avdelningarna och bilda dagens dotterbolag.
I januari 2023 meddelade Raytheon Technologies att dotterbolagen Raytheon Intelligence & Space skulle bli fusionerad med Raytheon Missiles & Defense i syfte att bli ett enda dotterbolag. Raytheons andra dotterbolag Collins Aerospace och Pratt & Whitney ingick inte i fusionen. Det nya dotterbolaget fick namnet Raytheon.